# Arnaud Boetsch
Arnaud Boetsch (ur. 1 kwietnia 1969 w Meulan-en-Yvelines) – francuski tenisista, zdobywca Pucharu Davisa, olimpijczyk z Atlanty (1996).

## Kariera tenisowa
Jako zawodowy tenisista Boetsch startował w latach 1987–1999.
W grze pojedynczej zwyciężył w trzech turniejach rangi ATP World Tour i osiągnął siedem finałów.
W grze podwójnej Francuz wygrał dwa razy rozgrywki ATP World Tour i trzy razy awansował do finału.
W 1996 roku wystąpił na igrzyskach olimpijskich w Atlancie. W grze pojedynczej odpadł w 2 rundzie po porażce z Sergim Bruguerą reprezentującym Hiszpanię. Z gry podwójnej Raoux został wyeliminowany w 1 rundzie, w której grał w parze z Guillaume Raoux. Francuski debel przegrał z Australijczykami Toddem Woodbridge i Markiem Woodforde, którzy ostatecznie zdobyli złoty medal.
W 1996 roku znacząco przyczynił się do zdobycia przez Francję Pucharu Davisa. W rozstrzygającym pojedynku Boetsch zmierzył się z Nicklasem Kultim, którego pokonał 7:6(2), 2:6, 4:6, 7:6(5), 10:8 w trwającym 4 godziny i 45 minut meczu. Boetsch w piątym secie przegrywał 6:7 (0-40) broniąc 3 kolejne piłki meczowe.
W rankingu gry pojedynczej Boetsch najwyżej był na 12. miejscu (22 kwietnia 1996), a w klasyfikacji gry podwójnej na 97. pozycji (18 października 1993).

### Finały w turniejach ATP World Tour
| Nazwa                              |
| ---------------------------------- |
| Wielki Szlem                       |
| Igrzyska olimpijskie               |
| ATP World Tour World Championships |
| ATP Masters Series                 |
| ATP Championships Series           |
| ATP World Series                   |

#### Gra pojedyncza (3–7)
| Końcowy wynik | Nr | Data                 | Turniej   | Nawierzchnia    | Przeciwnik            | Wynik finału     |
| ------------- | -- | -------------------- | --------- | --------------- | --------------------- | ---------------- |
| Finalista     | 1. | 13 października 1991 | Berlin    | Dywanowa (hala) | Petr Korda            | 3:6, 4:6         |
| Finalista     | 2. | 18 października 1992 | Bolzano   | Dywanowa (hala) | Thomas Enqvist        | 2:6, 6:1, 6:7(7) |
| Zwycięzca     | 1. | 13 czerwca 1993      | Rosmalen  | Trawiasta       | Wally Masur           | 3:6, 6:3, 6:3    |
| Zwycięzca     | 2. | 10 października 1993 | Tuluza    | Twarda (hala)   | Cédric Pioline        | 7:6(5), 3:6, 6:3 |
| Finalista     | 3. | 6 lutego 1994        | Marsylia  | Dywanowa (hala) | Marc Rosset           | 6:7(6), 6:7(4)   |
| Finalista     | 4. | 16 października 1994 | Ostrawa   | Dywanowa (hala) | MaliVai Washington    | 6:4, 3:6, 3:6    |
| Finalista     | 5. | 8 stycznia 1995      | Adelaide  | Twarda          | Jim Courier           | 2:6, 5:7         |
| Zwycięzca     | 3. | 8 października 1995  | Tuluza    | Twarda (hala)   | Jim Courier           | 6:4, 6:7(5), 6:0 |
| Finalista     | 6. | 12 listopada 1995    | Sztokholm | Twarda (hala)   | Thomas Enqvist        | 5:7, 4:6         |
| Finalista     | 7. | 6 października 1996  | Lyon      | Dywanowa (hala) | Jewgienij Kafielnikow | 5:7, 3:6         |

#### Gra podwójna (2–3)
| Końcowy wynik | Nr | Data             | Turniej     | Nawierzchnia    | Partner          | Przeciwnicy                        | Wynik finału  |
| ------------- | -- | ---------------- | ----------- | --------------- | ---------------- | ---------------------------------- | ------------- |
| Zwycięzca     | 1. | 15 września 1991 | Bordeaux    | Twarda          | Guy Forget       | Patrik Kühnen Alexander Mronz      | 6:2, 6:2      |
| Finalista     | 1. | 20 września 1992 | Bordeaux    | Twarda          | Guy Forget       | Sergio Casal Emilio Sánchez        | 1:6, 4:6      |
| Zwycięzca     | 2. | 7 lutego 1993    | Marsylia    | Dywanowa (hala) | Olivier Delaître | Ivan Lendl Christo Van Rensburg    | 6:3, 7:6      |
| Finalista     | 2. | 29 sierpnia 1993 | Long Island | Twarda          | Olivier Delaître | Marc-Kevin Goellner David Prinosil | 7:6, 5:7, 2:6 |
| Finalista     | 3. | 16 lipca 1995    | Gstaad      | Ceglana         | Marc Rosset      | Luis Lobo Javier Sánchez           | 7:6, 6:7, 6:7 |